# La Visite (Vallotton)
Pour les articles homonymes, voir La Visite.
La Visite – ou Intérieur canapé bleu – est un tableau réalisé en 1899 par le peintre suisse Félix Vallotton. De format horizontal, cette gouache sur carton est une scène d'intérieur qui comprend un couple debout main dans la main dans la moitié droite de la composition. Partie d'une série appelée Intérieurs avec figures, l'œuvre est conservée à la Kunsthaus de Zurich, qui l'a achetée en 1909.